# Ainan
Ainan (愛南町?) è una cittadina giapponese della prefettura di Ehime.